# Simonstad
Simonstad (Engels: Simon's Town) is een dorp met 6500 inwoners en een marinebasis in Zuid-Afrika. Het dorp, ten zuiden van Kaapstad, ligt aan de Valsbaai, aan de oostkant van Kaap de Goede Hoop. De plaats is vernoemd naar de eerste gouverneur van de Kaap, Simon van der Stel. De functie als marinebasis vervult de haven al meer dan 200 jaar, eerst voor de Britse marine en later voor de Zuid-Afrikaanse marine. Nabij Simonstad, op Boulders Beach, bevindt zich een bekende kolonie van zwartvoetpinguïns.

## Subplaatsen
Het nationaal instituut voor de statistiek, Stats SA, deelt sinds de census 2011 deze hoofdplaats in 22 zogenaamde subplaatsen (sub places) in. De grootsten daarvan zijn Da Gama Park, Glencairn, Glencairn Heights, Simon's Town Harbour, Simon's Town SP en Welcome Glen.